# Karin Trüssel
Karin Trüssel (* 3. Februar 1976 in Bern) ist eine ehemalige Schweizer Volleyball- und Beachvolleyballspielerin.

## Karriere

### Hallen-Volleyball
Trüssel begann ihre Karriere 1988 beim Nachwuchs des VBC Brienz-Meiringen. Von dort ging sie 1991 zum Zweitligisten VBC Spiez, mit dem sie 1993 den Aufstieg in die erste Liga schaffte. Die Nationalspielerin der Schweizer U18-Juniorinnen wechselte jedoch zum Erstliga-Konkurrenten VBC Düdingen. Im nächsten Jahr war sie beim Zweitligisten VBC Biel/Bienne aktiv, bevor sie 1996/1997 im Team der Universität Bern zum Einsatz kam. Von 1997 bis 1999 spielte Trüssel wieder in Biel/Bienne. Nachdem sie ihre Beach-Karriere gestartet hatte, ging sie 2001/02 noch einmal in die Nationalliga A zum VBC Franches-Montagnes und wurde mit diesem Verein Schweizer Vizemeisterin. 2004/05 bestritt sie ihre letzte Saison in der Halle beim VBC Seftigen.

### Beachvolleyball
Trüssel spielte 1999 ihre ersten internationalen Turniere mit Nadia Erni. Während sie beim Satellite-Turnier der FIVB in Portici die Top Ten erreichte, kam sie bei der Europameisterschaft in Palma noch nicht über den geteilten letzten Platz hinaus. Ein Jahr später musste sie sich mit ihrer neuen Partnerin Denise Kölliker in Getxo zwei griechischen Duos geschlagen geben. Ihre beste Platzierung in der Saison war ein siebter Rang beim Challenger-Turnier in Xylokastro.
2001 wurde ihr bis dahin bestes Jahr. Sie absolvierte ihre ersten FIVB-Open-Turniere und qualifizierte sich mit Kölliker für die Weltmeisterschaft in Klagenfurt, wo sie gegen die Konkurrenz aus den USA und Bulgarien mit 1:4 Sätzen in der Vorrunde ausschied. Wesentlich besser verlief die EM in Jesolo. Dort verhinderten nur ihre Schweizer Landsfrauen Schnyder-Benoit/Kuhn den Einzug in den Halbfinal. Trüssel/Kölliker belegten den fünften Rang. Ausserdem gewannen sie bei der nationalen Meisterschaft die Bronzemedaille und Trüssel wurde zur Schweizer Spielerin des Jahres gewählt.
2002 konnte sie nicht an diese Erfolge anknüpfen, weil sie wegen einer Verletzung am Knie pausieren musste. Ab 2003 trat sie dann wieder mit Erni an. Bei der EM in Alanya traf sie wie bereits vor zwei Jahren auf Schnyder-Benoit/Kuhn und das niederländische Duo Kadijk/Leenstra. Der einzige Satzgewinn in der Vorrunde gelang Trüssel/Erni aber gegen die Gruppensieger Håkedal/Tørlen. In Los Angeles nahm die Abwehrspielerin zum ersten Mal an einem Grand Slam teil. National erreichte sie als bestes Ergebnis einen dritten Platz bei der Beachtour in Locarno.
An gleicher Stelle gewann sie im folgenden Jahr das Turnier. Ausserdem wurden sie Zweite in Genf und Dritte in Appenzell. International gab es 2004 neben diversen Teilnahmen an Open-Turnieren einen fünften Rang beim Satellite-Turnier in Lausanne. Die Vorrunde der EM in Timmendorfer Strand beendeten Trüssel/Erni hingegen ohne Satzgewinn. Bei der WM 2005 in Berlin unterlag das Duo zunächst den Kubanerinnen Ribalta/Crespo. Zum Auftakt der Verliererrunde schafften sie es gegen die ehemalige australische Olympiasiegerin und WM-Dritte Natalie Cook und deren Partnerin Summer Lochowicz immerhin in den Tiebreak. Die besten Ergebnisse erzielte Trüssel in dem Jahr als Vierte des Satellite-Turniers in Vaduz und Dritte des nationalen Wettbewerbs in Basel.
2006 bildete sie ein neues Duo mit Annalea Hartmann. Das Satellite-Turnier in Vaduz, bei dem sie erst im Final den Deutschen Holtwick/Semmler unterlag, bezeichnet Trüssel selbst als ihren grössten Erfolg. Sie erreichte den neunten Rang beim europäischen Masters in Luzern. Mit Hartmann spielte sie die Grand Slams in Gstaad und Paris sowie die Marseille Open, während beim Grand Slam in Stavanger ausnahmsweise mit Isabelle Forrer antrat. In ihren Spielen bei der EM in Den Haag konnten sich Trüssel/Hartmann allerdings nicht gegen die bulgarischen Schwestern Zwetelina und Petja Jantschulowa und die Tschechinnen Felbabová/Novotná durchsetzen. In der Heimat war Trüssel mit Turniersiegen in Locarno und Luzern sowie Podiumsplätzen in Appenzell, Basel und Zürich erfolgreich und krönte die nationalen Erfolge mit der Silbermedaille der Schweizer Meisterschaft.
Mit ihrer neuen Partnerin Gracie Santana-Bäni gewann sie bei der Beachtour 2007 zwei Turniere und vier weitere Medaillen. Einen Sieg gab es auch bei einem Vierländerturnier der CEV in Brienzwiler. International nahm das Duo an drei europäischen Masters und zwei FIVB-Open teil. 2008 spielte Trüssel mit Tanya Guerra Arias-Schmocker, die ebenfalls aus Bern stammt. Sie wurde diesmal Zweite in Brienzwiler und kam in die Top Ten des Satellite in Vaduz. Des Weiteren erreichte sie bei den Dubai und Mysłowice Open sowie dem Grand Slam in Gstaad die Plätze dreizehn und siebzehn. Bei der Schweizer Meisterschaft gewann sie zum zweiten Mal Bronze.
Für ihre letzte Saison als aktive Spielerin wechselte Trüssel 2009 erneut die Partnerin. Mit Annik Skrivan kam sie bei den FIVB-Turnieren nicht mehr über den 33. Platz hinaus, in Vaduz reichte es noch zu Rang 17 des Satellite-Turniers. National gelang ihr jedoch mit einer erneuten Bronzemedaille bei der Schweizer Meisterschaft ein gelungener Abschluss. Nach der Meisterschaft beendete die ausgebildete Lehrerin, die an einer Sekundarschule in Kirchberg unterrichtet, ihre Karriere, um mehr Zeit für andere Aufgaben zu haben. Mit ihrer Erfahrung übernahm sie die Organisation des Turniers in Brienzwiler. 2011 spielte sie nochmal einige nationale Turniere mit der jungen Partnerin Joana Heidrich.